# Каттаринусси, Рене
Рене Каттаринусси (итал. Rene Cattarinussi; род. 12 апреля 1972, Тольмеццо, Фриули-Венеция-Джулия) — итальянский биатлонист. Двукратный серебряный и четырёхкратный бронзовый призёр чемпионата мира, серебряный призёр чемпионата Европы.

## Кубок мира
- 1994/1995 — 28-е место (62 очка)
- 1995/1996 — 12-е место (138 очков)
- 1996/1997 — 8-е место (224 очка)
- 1997/1998 — 18-е место (114 очков)
- 1998/1999 — 9-е место (290 очков)
- 1999/2000 — 15-е место (198 очков)
- 2000/2001 — 13-е место (476 очков)
- 2001/2002 — 65-е место (30 очков)
- 2002/2003 — 22-е место (279 очков)